# Гарькавий Віталій Іванович
Гарькавий Віталій Іванович (27 травня 1947) — народний депутат України 2 скликання, українець, член Партії праці.

## Життєпис
Народився Віталій Гарькавий у Дніпропетровську 27 травня 1947 року. Закінчив фізико-технічний факультет Дніпропетровський національний університет та Одеський інститут народного господарства, інженер-економіст.
З вересня 1976 по жовтень 1984 — завідувач підсобного виробництва Самарівської дільниці, начальник планово-виробничого відділу, головний інженер управління виробничо-технологічної комплектації тресту «Дніпроводбуд». Згодом голова об'єднання профкому, з лютого 1986 — заступник керівника тресту «Дніпроводбуд». У травні 1992 призначений заступником глави Дніпропетровської райдержадміністрації.
Народний депутат України з 04.1994 (2-й тур) до 04.1998, Царичанський виборчій округ № 106, Дніпропетровська область, висунутий трудовим колективом. Член Комітету з питань АПК, земельних ресурсів і соціального розвитку села. Член депутатської групи «Єдність» (до цього — група «Відродження та розвиток агропромислового комплексу України», до цього — група «Єдність»).
У 1998 — кандидат в народні депутати України, виборчій округ № 38, Дніпропетровська область. З'явилось 74,3 %, «за» 0,9 %, 14 місце з 20 претендентів. На час виборів: народний депутат України, член Партії праці.
У червні 1998 — листопаді 2001 працював помічником народного депутата. З листопада 2001 працює в Асоціації міжнародних автомобільних перевізників України (АсМАП України) начальником відділу, начальником Департаменту.

## Сім'я
Віталій Гаркавий одружений, дружина Неоніла Семенівна. У подружжя є дочка та син.